# Jô Soares
José Eugênio Soares, meglio conosciuto come Jô Soares (Rio de Janeiro, 16 gennaio 1938 – San Paolo del Brasile, 5 agosto 2022), è stato un conduttore televisivo, scrittore e umorista brasiliano.
Fu anche attore e musicista.

## Biografia
Nato a Rio de Janeiro nel 1938 da Orlando Soares e da Mercedes Leal, studiò nel Colégio São Bento della sua città natale e a Losanna, in Svizzera, al Lycée Jaccard. Soggiornò anche negli Stati Uniti, prima di tornare a vivere nella sua città nel 1958. Abbandonata definitivamente l'iniziale prospettiva della carriera diplomatica, iniziò come umorista una brillante strada che l'avrebbe portato a diventare un popolare volto televisivo in Brasile. Pacifista e politicamente anarchico (ma si professava comunque antifascista ed era cattolico osservante, con una devozione speciale per Santa Rita da Cascia),  nel 1970 raggiunse la grande fama col programma umoristico Faça Humor, Não Faça Guerra ("Fate Lo Humor, Non Fate La Guerra") e nel 1981 con Viva o Gordo ("Viva il ciccione", un titolo che faceva riferimento alla sua obesità), trasmissione satirica nei confronti del regime militare in Brasile con lo slogan Viva o gordo, abaixo o regime. Dal 2000 condusse il popolare talk show Programa do Jô, la cui sceneggiatura venne curata da Hilton Marques.
Personalità eclettica, svolse le attività di presentatore televisivo, umorista, scrittore, drammaturgo, musicista e artista plastico. Intraprese inoltre la carriera di attore: ebbe il ruolo da protagonista nella telenovela Ceará contra 007, apparve in alcuni film (ne diresse anche uno, O Pai do Povo), e recitò in teatro.
Nei suoi programmi ebbe modo di intervistare innumerevoli vip brasiliani ma anche celebrità straniere come Francis Ford Coppola, Peter Fonda, Patrick Swayze, Jean-Claude Van Damme, Joe Satriani, Ani DiFranco, Ritchie, Mark Knopfler, Alanis Morissette, Suzanne Vega, i Deep Purple, i Pet Shop Boys, i Platters, i Gogol Bordello, le t.A.T.u, Manu Chao, Andrea Bocelli, Alexia.
In Italia divenne conosciuto per due romanzi, Un Samba per Sherlock Holmes (1995) e L'uomo che uccise Getúlio Vargas (1998). 
Fece parte dell'Academia Paulista de Letras.
Attivo in tv sino quasi agli ultimi giorni, morì nell'agosto del 2022 a 84 anni per insufficienza cardiaca e renale, cui si erano aggiunte le complicazioni di una polmonite.

## Vita privata
Per dodici anni fu marito dell'attrice Teresa Austregésilo, che gli diede l'unico figlio, Rafael, autistico, morto appena cinquantenne nel 2014. In seconde nozze sposò un'altra attrice, Silvia Bandeira.  Sua terza moglie fu la designer grafica Flávia Junqueira Pedras. Tutti i matrimoni si conclusero col divorzio. Soares fu anche sentimentalmente legato all'attrice Cláudia Raia e ad altre donne.
Soares parlava sei lingue: portoghese, spagnolo, italiano, inglese, francese e tedesco. 
Dichiarò di aver sofferto spesso di tubercolosi.

## Nella cultura di massa
- L'attore Heitor Goldflus ha dato volto a Soares nella miniserie televisiva Hebe: A Estrela do Brasil, incentrata sulla figura di Hebe Camargo.

## Filmografia

Jô Soares ai tempi di Viva o Gordo.

### Cinema
- Rei do Movimento, regia di Victor Lima e Hélio Barroso (1954)
- De Pernas Pro Ar, regia di Victor Lima (1956)
- Pé na Tábua, regia di Victor Lima (1958)
- Aí Vêm os Cadetes, regia di Luiz de Barros (1959)
- O Homem do Sputnik, regia di Carlos Manga (1959)
- Vai Que É Mole, regia di J.B. Tanko (1960)
- Tudo Legal, regia di Victor Lima (1960)
- Pluft, o Fantasminha, regia di Romain Lesage (1962)
- Papai Trapalhão, regia di Victor Lima (1968)
- Hitler IIIº Mundo, regia di José Agripino de Paula (1968)
- A Mulher de Todos, regia di Rogério Sganzerla (1969)
- Agnaldo, Perigo à Vista, regia di Reynaldo Paes de Barros (1969)
- Nenê Bandalho, regia di Emilio Fontana (1971)
- Amante Muito Louca, regia di Denoy de Oliveira (1973)
- O Pai do Povo, regia di Jô Soares (1976)
- Tangarela, a Tanga de Cristal, regia di Lula Campelo Torres (1976)
- Loucuras, o Bumbum de Ouro, regia di Carlos Imperial (1979)
- Cidade Oculta, regia di Chico Botelho (1986)
- Sábado, regia di Ugo Giorgetti (1995)
- O Xangô de Baker Street, regia di Miguel Faria Jr. (2001)
- Giovanni Improtta, regia di José Wilker (2013)

## Programmi televisivi
- 1967 - Família Trapo
- 1970 - Faça Humor, Não Faça Guerra
- 1973 - Satiricom
- 1976 - Planeta dos Homens
- 1981 - Viva o Gordo
- 1982 - Chico Anysio Show, partecipazione
- 1983 -
  - Plunct, Plact, Zuuum, partecipazione (programma per bambini)
  - Jornal da Globo, commentatore giornalistico, fino al 1987
- 1988 - Veja o Gordo sul canale SBT
- 2000 - Partecipazione natalizia al programma Sai de Baixo
- dal 3 aprile 2000 - Programa do Jô

## Opere letterarie
- O astronauta sem regime, L&PM - 1985
- O Xangô de Baker Street, Cia. das Letras - 1995
- Un Samba per Sherlock Holmes, 1995
- L'uomo che uccise Getúlio Vargas , 1998
- Assassinatos na Academia Brasileira de Letras, Cia. das Letras - 2005
- As Esganadas, Cia. das Letras - 2011